# Апела
 Тази статия е за древногръцката институция.  За вида маймуни вижте Кафяв капуцин.  
Апелата (на гръцки: Ἀπέλλα) е популярно съвещателно събрание в старогръцкия град-държава Спарта, което отговаря на еклесията в повечето от другите гръцки държави. Всеки спартански гражданин, който е навършил тридесет години, има правото да присъства на заседанията, които, според наредбата на Ликург, трябва да се провеждат на всяко пълнолуние в границите на Спарта.
По всяка вероятност, първоначално заседанията се състоят на агората на града, но по-късно са прехвърлени в съседна сграда, известна като Скиас. Първоначално председатели са царете, а по-късно и ефорите. Гласуването се провежда чрез викове, и ако председателят има съмнения чие е мнозинството от гласовете, те са разпределяни и преброявани. Ликург нарежда, че апелата трябва просто да приема или отхвърля предложенията, които ѝ се предоставят, и въпреки че тази наредба е занемарена с времето, на практика е възстановена от закона на Теопомп и Полидор, който упълномощава царете и съветът на старейшините (герузия) да отменят всички „грешни“ решения на народа. С течение на времето, същинският дебат е почти, ако не изцяло, ограничен до царете, старейшините, ефорите, а може би и до другите магистрати. В апелата се гласува мирът и войната, договорите, и външната политика като цяло.
Апелата решава дали царят трябва да проведе кампания и спорните въпроси за наследяването на трона. Тя избира старейшините, ефорите, другите магистрати, освобождава илоти, а може би и гласува законодателни предложения.
Апелата в Спарта се споменава на едно място, но нищо не се знае за нейния характер, или компетентност. Терминът апела не се среща в запазените спартански надписи, въпреки че има два декрета на Гутиум (дн. Гитио) от римския период.
Апелата е отговорна за избора на мъжете в герузията, който е за цял живот. Кандидатите са избирани от аристократите и представяни пред апелата. Кандидатът, който получи най-бурните аплодисменти, става член на герузията.
Апелата също така избира пет ефора годишно. Ефорите председателстват заседанията на герузията и апелата. Те не могат да се кандидатират за преизбиране.
Герузията представя предложения пред апелата, които след това са гласувани от нея. Въпреки това, за разлика от еклезията в Атина, в апелата не се дискутира. Тя само одобрява или не мерките. Още повече, че герузията винаги има правото на вето върху решенията на апелата.
|  | Тази страница частично или изцяло представлява превод на страницата Apella в Уикипедия на английски. Оригиналният текст, както и този превод, са защитени от Лиценза „Криейтив Комънс – Признание – Споделяне на споделеното“, а за съдържание, създадено преди юни 2009 година – от Лиценза за свободна документация на ГНУ. Прегледайте историята на редакциите на оригиналната страница, както и на преводната страница, за да видите списъка на съавторите. ВАЖНО: Този шаблон се отнася единствено до авторските права върху съдържанието на статията. Добавянето му не отменя изискването да се посочват конкретни източници на твърденията, които да бъдат благонадеждни. |